# Павлова, Надежда Васильевна
Наде́жда Васи́льевна Па́влова (род. 15 мая 1956, Чебоксары) — советская и российская артистка балета, педагог. Народная артистка СССР (1984). Лауреат премии Ленинского комсомола (1975).

## Биография

### Происхождение
Надежда Павлова родилась в Чебоксарах в многодетной чувашской семье. Родители — Василий Павлович и Мария Ильинична Павловы. Семья жила в доме по улице Дегтярева[значимость факта?],  Надежда училась в школе № 2.
В 7 лет начала заниматься в хореографическом кружке при Доме пионеров.
В 1966 году её заметила комиссия из Пермского хореографического училища, приехавшая в Чебоксары в поисках одарённых детей, и девочке предложили учиться в Перми. Семь лет — со 2-го класса и до выпуска — училась в Пермском хореографическом училище у Л. П. Сахаровой. Участвуя в концертах сценической практики, исполняла номера, поставленные для неё М. М. Газиевым («Девочка и эхо», «Маленькая балерина», «Озорница»), а также исполняла детские партии в спектаклях Пермского театра оперы и балета. В 1970 году участвовала в гастролях театра в Москве и привлекла внимание рецензентов.
К балерине рано пришли успех и признание. В возрасте 15 лет становится лауреатом I премии Всесоюзного конкурса балетмейстеров и артистов балета, а год спустя, в 1973 году, завоёвывает Гран-при II Международного конкурса артистов балета в Москве. В эти годы, ещё будучи ученицей, часто гастролирует по стране и за рубежом, выступает в Италии, Японии, Китае, Австрии, Германии, Франции, США.

### Творческая карьера
По окончании училища в 1974 году — солистка Пермского театра оперы и балета имени П. И. Чайковского. В первый же сезон ей поручают партии Жизели (исполнила её в возрасте 17 лет) и Джульетты.
С сентября 1975 года — солистка Большого театра. Ежедневно занималась в классе А. М. Мессерера и репетировала под руководством М. Т. Семёновой. Её постоянным партнёром стал танцовщик В. Гордеев, в том же году она вышла за него замуж. Среди других её партнёров — солисты Большого театра А. Богатырёв, В. Анисимов, позднее — А. Фадеечев, Ю. Васюченко, И. Мухамедов. Одним из последних танцовщиков, с кем она выступала на сцене Большого театра, был Н. Цискаридзе.
Имела обширный концертный репертуар, в том числе номера, поставленные специально для неё.
В 1984 году окончила балетмейстерское отделение ГИТИСа по специальности «педагог-репетитор». Начав преподавать, проводила мастер-классы во Франции, Германии, Японии, Финляндии.
В 1992—1994 годах — художественный руководитель собственного «Театра балета Надежды Павловой».
В 1995 году — руководитель труппы «Ренессанс-балет», осуществлявшей постановки балетов из классического наследия.
Входила в состав жюри международных конкурсов артистов балета в Люксембурге (1995) и Гонконге (1996).
В 1999 году приняла участие в открытии Российского культурного центра в Вашингтоне и стала лауреатом фестиваля «Звёзды мирового балета» в Донецке.
В 1998—1999 годах выступала в спектаклях труппы «Русский балет» в качестве приглашённой звезды.
В 2000 году была педагогом-репетитором Русского балетного театра «ГИТИС» под руководством В. В. Ахундова.
В 2001 году завершила исполнительскую карьеру творческим вечером на сцене Пермского театра оперы и балета имени П. И. Чайковского, где начинала свой путь.
С 2009 года — балетмейстер-репетитор в Государственном театре классического балета под руководством Н. Д. Касаткиной и В. Ю. Василёва.
Преподаёт в Российской академии театрального искусства — ГИТИСе (профессор).
С 2013 года — балетмейстер-репетитор балетной труппы Большого театра
Живёт в Москве.

## Семья
- Отец — Павлов Василий Павлович (род. 1923), рентгенотехник Чебоксарской первой городской  больницы, ныне пенсионер; родом из деревни Шинеры Вурнарского района Чувашии[4]
- Мать — Павлова Мария Ильинична (1928—1996), работала воспитательницей детских яслей № 8 г. Чебоксары.
- Первый муж — Гордеев Вячеслав Михайлович (род. 1948), артист балета. Развелись в 1986 году.
- Второй муж — Окулевич Константин Михайлович (род. 1945), психоаналитик, доктор медицинских наук.

## Награды и звания
- I премия Всесоюзного конкурса балетмейстеров и артистов балета (1972)
- Гран-при II Международного конкурса артистов балета в Москве (1973)
- Заслуженная артистка РСФСР (21.10.1977)
- Народная артистка Чувашской АССР (1980)
- Народная артистка РСФСР (28.04.1982)
- Народная артистка СССР (13.12.1984)
- Премия Ленинского комсомола (1975)
- Орден «Знак Почёта» (1976)
- Памятная медаль «100-летие образования Чувашской автономной области» (2021)[5]

## Репертуар
Пермский театр оперы и балета
- 1972 — Сванильда, «Коппелия» Л. Делиба, хореография Н. Боярчикова
- 1972 — Жизель, «Жизель» А. Адана, в редакции Б. Щербинина, хореография Н. Боярчикова
- 1972 — Джульетта, «Ромео и Джульетта» С. Прокофьева, хореография Н. Боярчикова
- 1974 — Маша, «Щелкунчик» П. Чайковского

Большой театр
За 7 лет балерина подготовила многие ведущие партии репертуара Большого театра, в их числе:
- 1975 — Маша, «Щелкунчик» П. Чайковского, хореография Ю. Григоровича
- 1976 — Геро, «Любовью за любовь» Т. Хренникова, хореография В. Боккадоро
- 1976 — Китри, «Дон Кихот» Л. Минкуса, хореография М. Петипа и А. Горского в редакции Р. Захарова
- 1977 — Фригия, «Спартак» А. Хачатуряна, хореография Ю. Григоровича
- 1977 — принцесса Аврора, «Спящая красавица» П. Чайковского, хореография М. Петипа в редакции Ю. Григоровича
- 1978 — Эола, «Икар» С. Слонимского, хореография В. Васильева
- 1978 — Солистка и Классическое па де де на музыку Дж. Торелли, «Эти чарующие звуки…» на сборную музыку в постановке В. Васильева
- 1978 — Валентина, «Ангара» А. Эшпая, хореография Ю. Григоровича
- 1978 — Девушка, «Видение Розы» на музыку концертной фортепианной пьесы К. М. фон Вебера «Приглашение к танцу» в оркестровке Г. Берлиоза, хореография М. Фокина
- 1979 — Джульетта, «Ромео и Джульетта» С. Прокофьева, хореография Ю. Григоровича
- 1979 — Ширин, «Легенда о любви» А. Меликова, хореография Ю. Григоровича
- 1981 — Принцесса, «Деревянный принц» Б. Бартока, хореография А. Петрова (первая исполнительница)
- 1982 — Седьмой вальс и прелюд, «Шопениана» на музыку Ф. Шопена, хореография М. Фокина
- 1982 — принцесса Флорина, «Спящая красавица» П. Чайковского, хореография М. Петипа в редакции Ю. Григоровича
- 1986 — Одетта-Одиллия, «Лебединое озеро» П. Чайковского, первая ред. Ю. Григоровича
- 1987 — Жизель, «Жизель» А. Адана, хореография Ж. Коралли, Ж. Перро, М. Петипа в ред. Ю. Григоровича
- 1989 — Катерина, «Каменный цветок» С. Прокофьева, хореография Ю. Григоровича
- 1992 — Никия, «Баядерка» Л. Минкуса, хореография М. Петипа в редакции Ю. Григоровича
- 1993 — Люсиль Гран, «Па де катр» Ц. Пуни, хореография Ж. Перро в редакции А. Долина (первая исполнительница в Большом театре)
- 1996 — Сильфида, «Сильфида» Г. Левенскольда, хореография А. Бурнонвиля в редакции Э. М. фон Розен

Московский городской балет В. Смирнова-Голованова
- 1992 — Кармен, «Кармен-сюита» на музыку Ж. Бизе, оркестровка Р. К. Щедрина, хореография А. Алонсо

В труппе С. Власова
- 1986/87 — Флоретта, «Синяя борода» М. Фокина в постановке С. Власова

Другое
- С 1983 — миниатюры М. Бежара («Опус № 6)» и Дж. Баланчина, произведения хореографов-современников.

## Фильмография
Танец балерины запечатлён в документальном фильме «Асаф Мессерер» (1969, реж. Ф. Слидовкер), «Дочери Отчизны» (1976, реж. Н. Орлов), в телеверсии балета «Дон Кихот» (1978, реж. Е. Мачерет), телефильме-балете Ф. Слидовкера «Поэмы» (на музыку Ф. Листа, 1981), документальных фильмах «Поклон учителю», «Танцуют Надежда Павлова и Ольга Ченчикова» (1974).
Балерине посвящены фильмы «Джульетта» (1974, реж. Б. Галантер), «Танцует Надя Павлова» (1975, реж. В. Баранов, Пермская студия телевидения), «Дуэт молодых» (1977, реж. В. Граве), «Надежда Павлова» (1992, реж. С. Конончук).
Также снялась в советско-американском фильме «Синяя птица» (роль — Синяя Птица, реж. Дж. Кьюкор, 1976), детективной киноленте «Сицилианская защита» (роль — балерина Зина Лебедева, реж. И. Усов, 1980), фильме-концерте «Большой балет» (1980).

## Образ в искусстве
В разное время портреты артистки создавали скульпторы И. В. Васильев и Л. Е. Лондон, художники В. С. Косоруков, Е. Н. Широков, И. С. Глазунов.